# Стів фон Берген
Стів фон Берген (нім. Steve von Bergen, нар. 10 червня 1983, Невшатель) — швейцарський футболіст, захисник клубу «Янг Бойз», а також національної збірної Швейцарії.

## Клубна кар'єра
Народився 10 червня 1983 року в місті Невшатель. Вихованець юнацьких команд футбольних клубів «Наутерів» та «Ксамакс».
У дорослому футболі дебютував 2000 року виступами за команду клубу «Ксамакс», в якій провів п'ять сезонів, взявши участь у 126 матчах чемпіонату. Більшість часу, проведеного у складі «Ксамакса», був основним гравцем захисту команди і у сезоні 2002-03 допоміг команді вийти до Суперліги.
2005 року перейшов до «Цюриха» на запрошення головного тренера Люсьєна Фавре. Дебютував за «Цюрих» 16 липня 2005 року в першому турі чемпіонату Швейцарії в матчі проти «Санкт-Галлена». Матч закінчився перемогою «Цюриха» з рахунком 3:1, Стів вийшов переважно складі та провів весь матч. Провів за «Цюрих» два сезони, обидва рази ставав чемпіоном Швейцарії. 

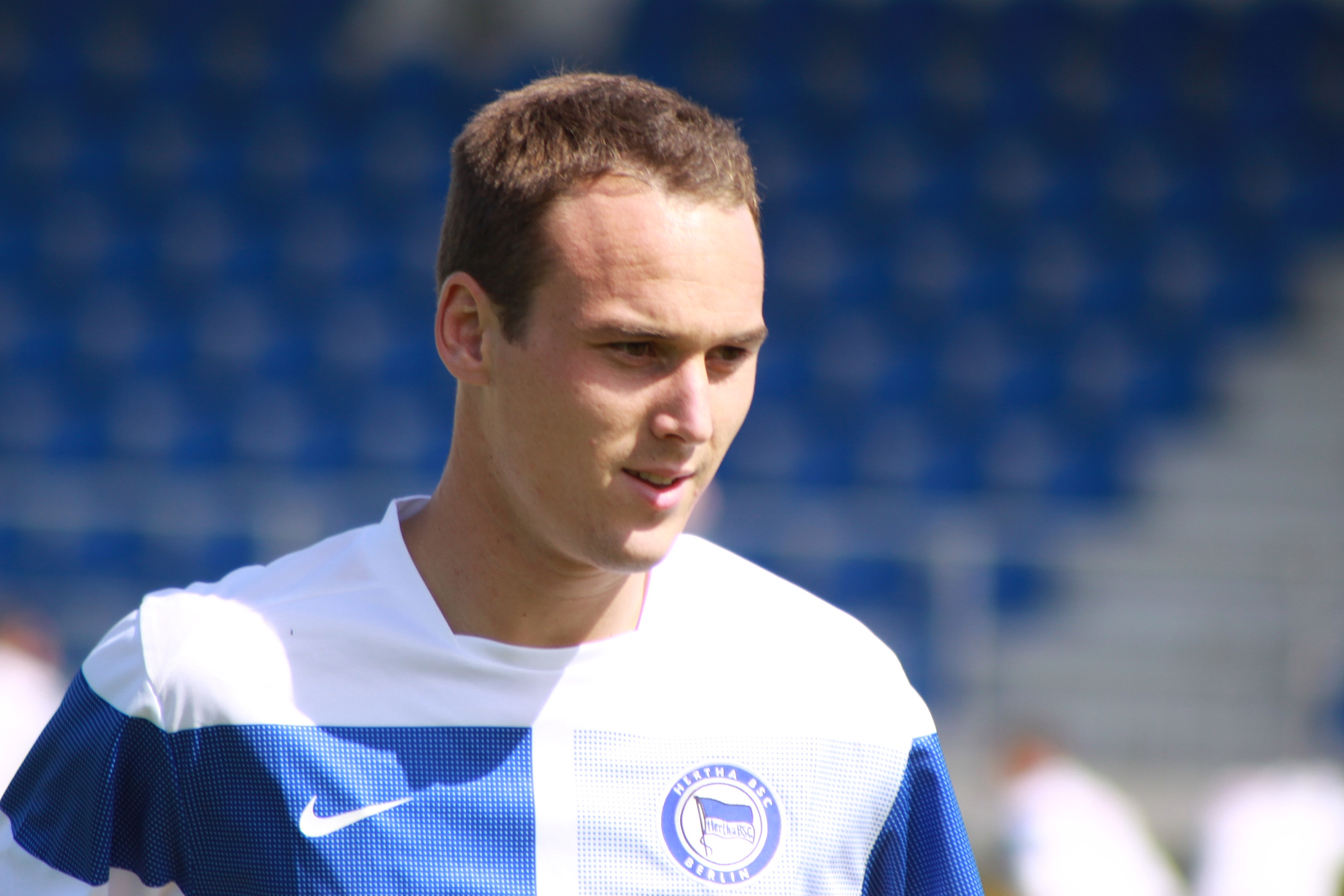
Стів фон Берген під час виступів за «Герту». 11 липня 2009 року

В серпні 2007 року слідом за Фавром перейшов в берлінську «Герту». У Бундеслізі дебютував 28 серпня 2007 року в третьому турі матчем проти «Армінії» з Билефельда. Матч закінчився поразкою «Герти» з рахунком 0:2, Стів вийшов на поле з перших хвилин та провів весь матч. У новій команді Стів був дублером Йосипа Шимунича. Тому коли хорват перед початком сезону 2009/10 покинув клуб, Стів став твердим гравцем основи. 
Контракт з «Герта» у фон Бергена закінчився в червні 2010 року і він на правах вільного агента підписав контракт з новачком італійської Серії А «Чезеною». У новій команді Стів також був основним захисником, проте за підсумками сезону 2011/12 «морські коники» зайняли останнє місце в чемпіонаті і вилетіли до Серії В, після чого фон Берген покинув клуб у статусі вільного агента.
В червні 2012 року швейцарець у статусі вільного агента перейшов в «Дженоа», але вже в серпні був обміняний на грецького вороаря Александроса Цорваса та парагвайського напидника Даніеля Мартінеса у «Палермо», так і не зігравши за генуезький клуб жодного матчу.
За підсумками першого ж сезону у «Палермо» команда зайняла 18 місце в чемпіонаті і вилетіла з Серії А, тому фон Берген знову змушений був покинути команду, зігравши за сезон в 35 матчах чемпіонату.
19 червня 2013 року повернувся на батьківщину, підписавши контракт з «Янг Бойз». Наразі встиг відіграти за бернську команду 2 матчі в національному чемпіонаті.

## Виступи за збірні
Протягом 2003–2004 років залучався до складу молодіжної збірної Швейцарії. На молодіжному рівні зіграв у 11 офіційних матчах.
6 вересня 2006 року дебютував у збірній Швейцарії в товариському матчі зі збірної Коста-Рики. Був включений в попередню заявку на домашній чемпіонат Європи 2008 року, але на турнір не поїхав через перелом руки. 
Провів весь відбірковий турнір до чемпіонату світу 2010 року і 11 травня 2010 року стало відомо, що він поїде світову першість
У першому матчі чемпіонату світу 2010 року  у ПАР проти команди Іспанії вийшов на поле на 36-й хвилині, замінивши травмованого Філіпа Сендероса. Матч закінчився несподіваною перемогою швейцарців 1:0, але це, надалі, не допомогло їм вийти з групи. Стів провів на турнірі всі три матчі.
2014 року був включений до заявки збірної на тогорічний чемпіонат світу у Бразилії.

## Статистика виступів

### Статистика клубних виступів
Статистика станом на 19 травня 2013.
| Сезон               | Команда             | Чемпіонат           | Чемпіонат | Чемпіонат | Національний кубок | Національний кубок | Національний кубок | Континентальні кубки | Континентальні кубки | Континентальні кубки | Інші змагання | Інші змагання | Інші змагання | Усього | Усього |
| Сезон               | Команда             | Ліга                | Ігор      | Голів     | Ліга               | Ігор               | Голів              | Ліга                 | Ігор                 | Голів                | Ліга          | Ігор          | Голів         | Ігор   | Голів  |
| ------------------- | ------------------- | ------------------- | --------- | --------- | ------------------ | ------------------ | ------------------ | -------------------- | -------------------- | -------------------- | ------------- | ------------- | ------------- | ------ | ------ |
| 2000-01             | «Ксамакс»           | ЧЛ                  | 2         | 0         | КШ                 | 0                  | 0                  | —                    | —                    | —                    | —             | —             | —             | 2      | 0      |
| 2001-02             | «Ксамакс»           | ЧЛ                  | 31        | 0         | КШ                 | 0                  | 0                  | —                    | —                    | —                    | —             | —             | —             | 31     | 0      |
| 2002-03             | «Ксамакс»           | ЧЛ                  | 32        | 0         | КШ                 | 0                  | 0                  | —                    | —                    | —                    | —             | —             | —             | 32     | 0      |
| 2003-04             | «Ксамакс»           | СЛ                  | 33        | 0         | КШ                 | 0                  | 0                  | —                    | —                    | —                    | —             | —             | —             | 33     | 0      |
| 2004-05             | «Ксамакс»           | СЛ                  | 28        | 1         | КШ                 | 3                  | 0                  | —                    | —                    | —                    | —             | —             | —             | 31     | 1      |
| Усього за «Ксамакс» | Усього за «Ксамакс» | Усього за «Ксамакс» | 126       | 1         |                    | 3                  | 0                  |                      |                      |                      |               |               |               | 129    | 1      |
| 2005-06             | «Цюрих»             | СЛ                  | 36        | 0         | КШ                 | 5                  | 0                  | КУЄФА                | 2                    | 0                    | —             | —             | —             | 43     | 0      |
| 2006-07             | «Цюрих»             | СЛ                  | 27        | 0         | КШ                 | 4                  | 0                  | ЛЧ                   | 2                    | 0                    | —             | —             | —             | 33     | 0      |
| 2007-08             | «Цюрих»             | СЛ                  | 5         | 0         | КШ                 | 0                  | 0                  | ЛЧ                   | 1                    | 0                    | —             | —             | —             | 6      | 0      |
| Усього за «Цюрих»   | Усього за «Цюрих»   | Усього за «Цюрих»   | 68        | 0         |                    | 9                  | 0                  |                      | 5                    | 0                    |               |               |               | 82     | 0      |
| 2007-08             | «Герта»             | БЛ                  | 25        | 0         | КН                 | 1                  | 0                  | —                    | —                    | —                    | —             | —             | —             | 26     | 0      |
| 2008-09             | «Герта»             | БЛ                  | 18        | 0         | КН                 | 2                  | 0                  | КУЄФА                | 5                    | 0                    | РЛ            | 3             | 0             | 28     | 0      |
| 2009-10             | «Герта»             | БЛ                  | 25        | 0         | КН                 | 1                  | 0                  | ЛЄ                   | 9                    | 0                    | РЛ            | 1             | 0             | 36     | 0      |
| Усього за «Герту»   | Усього за «Герту»   | Усього за «Герту»   | 68        | 0         |                    | 4                  | 0                  |                      | 14                   | 0                    |               | 4             | 0             | 90     | 0      |
| 2010-11             | «Чезена»            | A                   | 34        | 0         | КІ                 | 1                  | 0                  | —                    | —                    | —                    | —             | —             | —             | 35     | 0      |
| 2011-12             | «Чезена»            | A                   | 27        | 0         | КІ                 | 0                  | 0                  | —                    | —                    | —                    | —             | —             | —             | 27     | 0      |
| Усього за «Чезену»  | Усього за «Чезену»  | Усього за «Чезену»  | 61        | 0         |                    | 1                  | 0                  |                      |                      |                      |               |               |               | 62     | 0      |
| 2012-13             | «Дженоа»            | A                   | —         | —         | КІ                 | 0                  | 0                  | —                    | —                    | —                    | —             | —             | —             | 0      | 0      |
| 2012-13             | «Палермо»           | A                   | 35        | 1         | КІ                 | 0                  | 0                  | —                    | —                    | —                    | —             | —             | —             | 35     | 1      |
| Усього за кар'єру   | Усього за кар'єру   | Усього за кар'єру   | 358       | 2         |                    | 17                 | 0                  |                      | 19                   | 0                    |               | 4             | 0             | 398    | 2      |

### Статистика виступів за збірну
Статистика станом на 19 липня 2013.
| Дата       | Місто         | Господарі  | Результат | Гості      | Турнір             | Голи | Примітки |
| ---------- | ------------- | ---------- | --------- | ---------- | ------------------ | ---- | -------- |
| 06/09/2006 | Женева        | Швейцарія  | 2 – 0     | Коста-Рика | товариський матч   | -    | 70'      |
| 22/08/2007 | Женева        | Швейцарія  | 2 – 1     | Нідерланди | товариський матч   | -    |          |
| 10/09/2007 | Клагенфурт    | Швейцарія  | 3 – 4     | Японія     | товариський матч   | -    | 87'      |
| 17/10/2007 | Базель        | Швейцарія  | 0 – 1     | США        | товариський матч   | -    | 17'      |
| 26/03/2008 | Базель        | Швейцарія  | 0 – 4     | Німеччина  | товариський матч   | -    | 75'      |
| 05/09/2009 | Базель        | Швейцарія  | 2 – 0     | Греція     | Відбір до ЧС 2010  | -    |          |
| 05/09/2009 | Рига          | Латвія     | 2 – 2     | Швейцарія  | Відбір до ЧС 2010  | -    |          |
| 05/09/2009 | Люксембург    | Люксембург | 0 – 3     | Швейцарія  | Відбір до ЧС 2010  | -    |          |
| 14/11/2009 | Женева        | Швейцарія  | 0 – 1     | Норвегія   | товариський матч   | -    | 46'      |
| 03/03/2010 | Санкт-Галлен  | Швейцарія  | 1 – 3     | Уругвай    | товариський матч   | -    | 46'      |
| 01/06/2010 | Сйон          | Швейцарія  | 0 – 1     | Коста-Рика | товариський матч   | -    | 46'      |
| 16/06/2010 | Дурбан        | Іспанія    | 0 – 1     | Швейцарія  | ЧС 2010 - 1-й етап | -    |          |
| 21/06/2010 | Порт-Елізабет | Чилі       | 1 – 1     | Швейцарія  | ЧС 2010 - 1-й етап | -    |          |
| 25/06/2010 | Блумфонтейн   | Швейцарія  | 0 – 0     | Гондурас   | ЧС 2010 - 1-й етап | -    | 36'      |
| 03/09/2010 | Санкт-Галлен  | Швейцарія  | 0 – 0     | Австралія  | товариський матч   | -    | 46'      |
| 07/09/2010 | Базель        | Швейцарія  | 1 – 3     | Англія     | Відбір до ЧЄ 2012  | -    |          |
| 08/10/2010 | Подгориця     | Чорногорія | 1 – 0     | Швейцарія  | Відбір до ЧЄ 2012  | -    |          |
| 12/10/2010 | Базель        | Швейцарія  | 4 – 1     | Уельс      | Відбір до ЧЄ 2012  | -    |          |
| 17/11/2010 | Женева        | Швейцарія  | 2 – 2     | Україна    | товариський матч   | -    | 72'      |
| 09/02/2011 | Валлетта      | Мальта     | 0 – 0     | Швейцарія  | товариський матч   | -    |          |
| 26/03/2011 | Софія         | Болгарія   | 0 – 0     | Швейцарія  | Відбір до ЧЄ 2012  | -    |          |
| 07/10/2011 | Свонсі        | Уельс      | 2 – 0     | Швейцарія  | Відбір до ЧЄ 2012  | -    |          |
| 11/10/2011 | Базель        | Швейцарія  | 2 – 0     | Чорногорія | Відбір до ЧЄ 2012  | -    |          |
| 11/11/2011 | Амстердам     | Нідерланди | 0 – 0     | Швейцарія  | товариський матч   | -    |          |
| 15/11/2011 | Люксембург    | Люксембург | 0 – 1     | Швейцарія  | товариський матч   | -    | 88'      |
| 26/05/2012 | Базель        | Швейцарія  | 5 – 3     | Німеччина  | товариський матч   | -    |          |
| 15/08/2012 | Спліт         | Хорватія   | 2 – 4     | Швейцарія  | товариський матч   | -    |          |
| 07/09/2012 | Любляна       | Словенія   | 0 – 2     | Швейцарія  | Відбір до ЧС 2014  | -    |          |
| 11/09/2012 | Люцерн        | Швейцарія  | 2 – 0     | Албанія    | Відбір до ЧС 2014  | -    |          |
| 12/10/2012 | Берн          | Швейцарія  | 1 – 1     | Норвегія   | Відбір до ЧС 2014  | -    |          |
| 16/10/2012 | Рейк'явік     | Ісландія   | 0 – 2     | Швейцарія  | Відбір до ЧС 2014  | -    |          |
| 14/11/2012 | Сус           | Туніс      | 1 – 2     | Швейцарія  | товариський матч   | -    |          |
| 06/02/2013 | Афіни         | Греція     | 0 – 0     | Швейцарія  | товариський матч   | -    |          |
| 23/03/2013 | Нікосія       | Кіпр       | 0 – 0     | Швейцарія  | Відбір до ЧС 2014  | -    |          |
| 08/06/2013 | Женева        | Швейцарія  | 1 – 0     | Кіпр       | Відбір до ЧС 2014  | -    |          |
| Усього     |               | Матчів     | 35        |            | Голів              | 0    |          |

## Титули і досягнення
- Чемпіон Швейцарії (4):

«Цюрих»: 2005-06, 2006-07
«Янг Бойз»: 2017-18, 2018-19